# Scopula amataria
Scopula amataria là một loài bướm đêm trong họ Geometridae.